# Aksjomat zbioru pustego
Aksjomat zbioru pustego – jeden z aksjomatów teorii mnogości w ujęciu Zermela-Fraenkla, zakładający istnienie zbioru pustego.
Istnieje zbiór taki, że żaden element do niego nie należy. Można to zapisać zdaniem logicznym:
{\displaystyle \exists X\;\forall y\;(y\notin X).}
Na mocy aksjomatu ekstensjonalności istnieje tylko jeden zbiór posiadający taką właściwość – jest to zbiór pusty {\displaystyle \varnothing .}
Wraz z aksjomatem nieskończoności zaliczany jest do absolutnych pewników istnienia – postuluje on bowiem istnienie pewnego obiektu matematycznego (w tym wypadku zbioru pustego) bez żadnych dodatkowych założeń, w przeciwieństwie do większości aksjomatów Zermelo-Frenkla, uzależniających istnienie nowych obiektów od pewnych obiektów już istniejących.
Aksjomat zbioru pustego zazwyczaj wymienia się wśród aksjomatów Zermela-Fraenkla. Można go jednak bez szkody dla teorii pominąć, bowiem wynika on z aksjomatu nieskończoności – aksjomat nieskończoności gwarantuje istnienie zbioru, którego jednym z elementów jest właśnie zbiór pusty.
Jeśli język teorii mnogości jest uzupełniony o symbol zbioru pustego {\displaystyle \varnothing } jako zbioru {\displaystyle a} zdefiniowanego przez warunek {\displaystyle \forall b\;\neg (b\in a),} to aksjomat nieskończoności gwarantujący istnienie zbioru {\displaystyle X} zawiera frazę {\displaystyle \varnothing \in X,} w przeciwnym razie trzeba ją zastąpić przez frazę {\displaystyle \exists a\;{\big (}a\in X\land \forall b\;\neg (b\in a){\big )}.}

## Literatura dodatkowa
- Wojciech Guzicki, Piotr Zakrzewski: Wykłady ze wstępu do matematyki: wprowadzenie do teorii mnogości. Warszawa: PWN, 2005. ISBN 83-01-14415-7. Brak numerów stron w książce